# Terrex
- Не следует путать с Американской тракторостроительной компанией Terex .

Terrex (Террекс) — современная сингапурская многоцелевая боевая бронированная машина. Принята на вооружение сингапурской армии в 2010 году. Модифицированная версия Yavuz предлагалась для принятия на вооружение турецких вооружённых сил, но проиграла испытания FNSS Pars.

## Модификации
- AV-81 — базовая модификация для вооружённых сил Сингапура
- AV-82 (Yavuz) — лицензионная версия, разработанная совместно сингапурской компанией ST Kinetics и турецкой Otokar.

## На вооружении
- Сингапур — 135 AV-81 Terrex, по состоянию на 2016 год[4]